# Suore di Maria Santissima Addolorata
Le Suore di Maria Santissima Addolorata sono un istituto religioso femminile di diritto pontificio.

## Storia
Le origini della congregazione risalgono al ritiro-conservatorio per fanciulle povere e abbandonate aperto l'8 maggio 1840 a Napoli da Maria Carmela Ascione, in religione madre Maria Luisa di Gesù.
L'istituto, detto inizialmente delle Suore di Maria Santissima Addolorata e di Santa Filomena, fu approvato come congregazione religiosa di diritto diocesano dall'arcivescovo di Napoli nel 1937 e ricevette il pontificio decreto di lode il 15 settembre 1947; è aggregato all'ordine dei Servi di Maria dal 25 ottobre 1951.

## Attività e diffusione
Le religiose si dedicano soprattutto all'educazione dei bambini in asili, scuole elementari e laboratori e alla cura dei ragazzi bisognosi e abbandonati.
Oltre che in Italia, le suore sono presenti in Canada e in Messico; la sede generalizia è a Napoli.
Nel 2010 la congregazione contava 225 religiose in 25 case.